# Schalburgkorpset

Schalburgskorpsets fana

Schalburgkorpset, uppkallat efter Christian Frederik von Schalburg, den stupade chefen för Frikorps Danmark, var en kår bestående av danskar i tysk tjänst som verkade i Danmark under den tyska ockupationen under andra världskriget.

## Historik
Kåren bildades i februari 1943 och personalen rekryterades ur frikåren och bland danska nazister. Delvis värvades även kriminella element. Kåren stod under befäl av kaptenlöjtnant K. B. Martinsen. Den uppträdde dels öppet, svartuniformerad eller i danska militäruniformer, men arbetade även delvis i det fördolda och hade en egen underrättelseavdelning. Kåren var det viktigaste redskapet för terrorn mot civilbefolkningen i Danmark och användes av Gestapo bland annat till angiveri, politiska mord och kontrasabotage. För sådana handlingar, som utfördes av Schalburgkorpset och liknande sammanslutningar användes ordet “schalburgtage”.

## Organisation
Schalburgkorpset hade 10 huvudavdelningar:
1. Militära avdelningen (danska: Den militære afdeling)
2. Civila avdelningen (danska: Dansk Folkeværn)
3. Landstormen (delvis uniformerat bevakningskompani, delvis hemlig väpnad organisation)
4. Rasbiologiska avdelningen (danska: Racebiologisk afdeling)
5. Propagandaavdelningen (danska: Propagandaafdelingen)
6. Avdelningen för utbildning och politisk världsåskådning (danska: Afdelingen for skoling og politisk verdensanskuelse)
7. Underrättelsetjänsten (danska: Efterretningstjenesten, ET)
8. Administrativa avdelningen (danska: Administrationen)
9. Schalburgskorpsets presstjänst (danska: Schalburgkorpsets pressetjeneste)
10. Radioavdelningen (danska: Radiotjenesten)

## Grader
| Schalburgskorpsets grader | Motsvarande grader i Allgemeine-SS |
| ------------------------- | ---------------------------------- |
| Schalburgmand             | SS-Mann                            |
| Tropsfører                | SS-Sturmmann                       |
| Overtropsfører            | SS-Rottenführer                    |
| Vagtmester                | SS-Unterscharführer                |
| Overvagtmester            | SS-Oberscharführer                 |
| Stabsvagtmester           | SS-Hauptscharführer                |
| Fendrik                   | SS-Sturmscharführer                |
| Løjtnant                  | SS-Untersturmführer                |
| Overløjtnant              | SS-Obersturmführer                 |
| Kaptajn                   | SS-Hauptsturmführer                |
| Major                     | SS-Sturmbannführer                 |
| Oberstløjtnant            | SS-Obersturmbannführer             |
| Oberst                    | SS-Standartenführer                |